# Universal Music Australia
Universal Music Australia é uma gravadora da Austrália que faz parte da Universal Music. Essa gravadora está associado com a IFPI.